# Alberto Rizzo
Pour les articles homonymes, voir Rizzo.
Alberto Rizzo (né le 2 mai 1931 à Rome et mort le 9 octobre 2004 à Miami) était un danseur, photographe de mode et peintre italien du XXe siècle.

## Biographie
Au cours d'une première carrière, Alberto Rizzo fut un danseur de ballet, parcourant le monde pour se produire sur les plus grandes scènes. En 1965, il vient en Californie pour danser avec Fred Astaire.
À l'âge de 30 ans, il utilise pour la première fois un appareil photographique et décide de s'installer à New York, où il participe, au milieu des années soixante, à l'éclosion du mouvement de la photographie graphique.
Son travail a été publié dans les plus grands magazines de mode tels que Harper's Bazaar, Vanity Fair, Domus, Vogue Paris et Vogue Italia. Il a travaillé pour des clients aussi prestigieux que Charles of the Ritz (en), Revlon, Max Factor, Chanel, Clinique (en), Bvlgari ou Piaget. En 1983, il réalise la photo de l'album With Sympathy du groupe pop Ministry.
Son œuvre figure dans les collections permanentes de nombreux musées autour du monde, parmi lesquels le Metropolitan Museum of Art de New York. En 2003, un an avant sa disparition, la galerie de Carla Sozzani à Milan organisa une exposition rétrospective, accompagnée de la publication d'un catalogue retraçant ses quarante ans de carrière. En 2005, ses photographies faisait partie de l'exposition collective intitulée « Fotografie di moda dal 1951 a oggi » (La photographie de mode de 1951 à aujourd'hui) présentée simultanément au Museo nazionale delle arti del XXI secolo de Rome et à la Rotonda della Besana à Milan. À la fin de cette même année 2005, la galerie de Carla Sozzani à Milan incluait des photographies d'Alberto Rizzo dans une exposition collective intitulée Sette settimane di fotografia d’autore (Sept semaines de photographie d'auteur), parmi celles de photographes tels que Richard Avedon, Cecil Beaton, Karl Blossfeldt, Édouard Boubat, Louise Dahl-Wolfe, Frantisek Drtikol, Ralph Gibson, Nan Goldin, Philippe Halsman, Horst P. Horst, William Klein, David LaChapelle, Don McCullin, Herb Ritts, August Sander.
Alberto Rizzo a vécu et travaillé à New York pendant plus de quarante ans. Il est mort d'une leucémie à l'âge de 73 ans, le 9 octobre 2004 à Miami, en Floride.